# Alexgeorgea ganopoda
Alexgeorgea ganopoda är en gräsväxtart som beskrevs av Lawrence Alexander Sidney Johnson och Barbara Gillian Briggs. Alexgeorgea ganopoda ingår i släktet Alexgeorgea och familjen Restionaceae. Inga underarter finns listade i Catalogue of Life.